# Cmentarz wojskowy w Tarnobrzegu
Cmentarz wojenny w Tarnobrzegu – nekropolia założona w 1915. Znajduje się przy ulicy Targowej.
ok

## Historia
Początkowo pochowani w niej zostali żołnierze wojsk rosyjskich polegli w walkach z wojskami austriacko-węgierskimi w czasie I wojny światowej. Tarnobrzeg był miastem granicznym, przez które przechodziła linia frontu.
W 1920 pochowano tu także zmarłych w tarnobrzeskim szpitalu uczestników wojny polsko-bolszewickiej. Do Tarnobrzega zwożono rannych polskich żołnierzy walczących na froncie lubelsko-zamojskim.
W 1939 grzebano tu polskich obrońców miasta w czasie kampanii wrześniowej. Pochowano tu m.in. dowódcę oddziałów walczących w okolicach Skalnej Góry – porucznika Józefa Sarnę.